# زخم خنجر رفیق
زخم خنجر رفیق فیلمی به کارگردانی عزیزاله بهادری و نویسندگی احمد نجیب‌زاده محصول سال ۱۳۵۷ ایران است.

## خلاصه داستان
«زری» (لی لی) از خانه ای عمومی می‌گریزد و در تماس با خان بابا از او می‌خواهد که دخترش «مریم» (نگین) را، که بیست سال پیش به «حاج مرادعلی» سپرده، به او معرفی کند. «حاجی»، «زری» را در خانهٔ خان بابا پناه می‌دهد. «حسام» (جلال پیشواییان)، برادرزادهٔ «حاج مرادعلی»، «مریم» را دوست دارد؛ اما «مریم» به «سعید» (منوچهر وثوق) علاقه‌مند است، و «حاج مرادعلی» پس از تحقیق دربارهٔ «سعید» با ازدواج با آن دو موافقت می‌کند. «حسام» با «زری» روبرو می‌شود و او را می‌شناسد و با تهدید «حاج مرادعلی» از او می‌خواهد که مراسم ازدواج «سعید» و «مریم» را به هم بزند. «حاج مرادعلی» می‌پذیرد و وقتی «سعید» در خلوت با «حاجی» درگیر می‌شود «حسام» در غیبت او «حاجی» را به قتل می‌رساند و «سعید» دستگیر می‌شود و «خان بابا» (علی میری) تلاش می‌کند تا او آزاد شود. «سعید» مانع ازدواج «حسام» و «مریم» است و «حسام» با اسلحه به «مریم» شلیک می‌کند؛ اما «زری» با فداکردن جان خود مانع کشته شدن «مریم» می‌شود.

## بازیگران
- منوچهر وثوق … سعید
- نگین … مریم
- لی‌لی … زری
- مهدی فخیم‌زاده …
- جلال پیشواییان …
- علی میری … خان بابا
- پریدخت اقبالپور …
- ملیحه نصیری …
- عباس مختاری …
- ذبیح الله ذبیح‌پور …
- اکبر اصفهانی …
- نصرت دستمردی …